# Кавьяров, Иван Савватеевич
Иван Савватеевич Кавьяров (18 [31] августа 1913, Макушино, Тобольская губерния — 14 июля 1980, Челябинск) — советский инженер-конструктор, доктор технических наук, профессор. Участник Великой Отечественной войны, гвардии майор.

## Биография
Иван Кавьяров родился 18 (31) августа 1913 года в селе Макушино Макушинской волости Курганского уезда Тобольской губернии, ныне город — административный центр Макушинского муниципального округа Курганской области. Русский. Рано остался без отца, и мать, забрав четырёх детей, уехала в Челябинск.
С 15 лет работал чертёжником землеустроительной партии, потом мастером буровых работ в городе Карабаше Челябинской области.
В 1939 году окончил Уральский институт индустриального земледелия (специальность «Инженер-механик»), работал инженером-конструктором Челябинского тракторного завода, после этого, в 1940—1941 годах заведующим учебной частью Верхнеуральской областной школы механизации сельского хозяйства.
В Рабоче-крестьянскую Красную Армию призван 5 июля 1941 года Верхнеуральским РВК Челябинской области. Участник Великой Отечественной войны с мая 1944 года. Гвардии старший техник-лейтенант И.С. Кавьяров служил инженером, затем заместителем командира по технической части 62-го гвардейского отдельного тяжелого танкового полка 8-го гвардейского танкового корпуса. Восстанавливал, устранял технические неполадки танков КВ-122 на поле боя.
В 1945 году вступил в ВКП(б), в 1952 году партия переименована в КПСС.
В 1946 году в звании майора демобилизовался и вернулся на Челябинский тракторный завод, работал ведущим конструктором, начальником конструкторского бюро, заместителем главного конструктора завода.
С июня 1954 года работал главным конструктором Курганского машиностроительного завода, осуществил постановку на серийное производство среднего артиллерийского тягача АТС.
С 1955 по 1977 год — заместитель главного конструктора, после этого главный и генеральный конструктор Челябинского тракторного завода и преподавал по совместительству в Челябинском политехническом институте на автотракторном факультете, в 1975 году заведующий кафедрой автомобилей и тракторов.
В 1969 году И. С. Кавьяров защитил докторскую диссертацию. Имеет учёное звание — профессор (1971).
На Челябинском тракторном заводе под руководством Ивана Савватеевича были разработаны конструкции новой техники для оборонной промышленности и сельского хозяйства, в том числе трактор Т-100, трактор Т-130, дизель-электрический трактор ДЭТ-250.
С 1977 года и до конца жизни работал в Челябинском политехническом институте: преподавателем, заведующим кафедрой.
Является соавтором 7 книг, автором более 100 научно-технических публикаций, трёх изобретений.
Иван Савватеевич Кавьяров скончался  14 июля 1980 года, похоронен на Успенском кладбище города Челябинска Челябинской области.

## Награды
- Орден Ленина, 1971 год
- Орден Октябрьской Революции, 1977 год
- Орден Отечественной войны I степени, 6 февраля 1945[4]
- Орден Отечественной войны II степени, 20 сентября 1944[5]
- Орден Трудового Красного Знамени, 1966 год
- Орден Красной Звезды, 14 августа 1944[6]
- Медали, в т.ч.:
  - Медаль «В ознаменование 100-летия со дня рождения Владимира Ильича Ленина», 1970 год
  - Медаль «За победу над Германией в Великой Отечественной войне 1941—1945 гг.»
  - Медаль «За взятие Кёнигсберга»

## Семья
Три его сына окончили автотракторный факультет ЧПИ, стали специалистами в двигателестроении:
- Виктор Иванович заместитель главного конструктора СКБ «Турбина», руководил работами по созданию малогабаритных агрегатов.
- Михаил Иванович работал конструктором на ЧТЗ.
- Сергей Иванович преподавал на автотракторном факультете, возглавлял факультет переподготовки специалистов.